# Копец, Станислава
Станислава Копец (пол. Stanisława Kopiec; 27 марта 1953, Любеня близ Жешува (ныне Подкарпатское воеводство - 2 марта 2012, Жешув) — польская поэтесса, представительница поэтов польского Подкарпатья.

## Биография
Жила и работала в Жешуве. Дебютировала в 1967 году в еженедельнике «Zielony Sztandar». Стихи С. Копец публиковались в национальной и региональной прессе, а также в многочисленных альманахах и сборниках.
Член Союза польских писателей. Лауреат национальных и международных литературных премий, в том числе Премии Станислава Пентака.
Автор сборников поэзии, стихов для детей.
Поэт Тадеуш Новак высоко отзывался о её творчестве.

## Избранные произведения
- Niebieska wieś (1987, Премия Станислава Пентака)
- Spod znaku Anny (1989)
- Osty i róże (1992)
- Znak wzruszenia (1997)
- Wielki wóz (1997)
- Seans serdeczny (1998)
- Gospodyni mucha: bajeczki dla mojej córeczki (2001) (2008)
- Nie bój się, różo (2003)
- Pokój dziecięcy (2003)
- Czarodziej: wiersze dla dzieci (2007)
- Śliwka i wisienka: wiersze dla dzieci (2008)
- Ptasi mszał (2010)
- Igraszki Frywolnej Staszki (2012) wyd. pośm.
- Niebieski gościniec. Wiersze wybrane

Произведения для детей
- Gospodyni mucha: bajeczki dla córeczki, Lubenia 2001, 2008
- Pokój dziecięcy, Rzeszów 2003
- Czarodziej: wiersze dla dzieci, Jarosław 2007
- Śliwka i wisienka: wiersze dla dzieci, Lubenia 2008